# Light Flight
「Light Flight」（ライト フライト）は、フジファブリックの通算13枚目のシングル。2012年10月24日にSony Music Associated Recordsから発売された。

## 解説
- 前作から約5か月を置いての発売となるシングル。
- 発売日当日に、代々木公園野外ステージにおいてバンド初のフリーライブを開催し、約6000人の観客を動員した[1]。
- 初回生産限定盤には、2012年7月29日に行われた恵比寿リキッドルームで行われた「徒然流線TOUR 2012」追加公演より7曲のライブ映像が収録されたDVDが付属する。

## 収録曲
全編曲：フジファブリック
1. Light Flight
作詞：山内総一郎、加藤慎一 作曲：山内総一郎
2. JOY
作詞・作曲：加藤慎一

## DVD（初回版のみ）
1. 夜明けのBEAT
2. NAGISAにて
3. 徒然モノクローム
4. パレード
5. 虹
6. 流線形
7. STAR